# Верхняя Меча
Верхняя Меча — деревня в Кишертском районе Пермского края России. Входит в Осинцевское сельское поселение. 

## География
Находится на речке Мечка, в 16,5 км по автодорогам к юго-западу от центра поселения, села Осинцево, и в 35 км по автодорогам к юго-востоку от Усть-Кишерти.

## История
Деревня упоминается на плане Генерального межевания 1790 года.
По данным 1869 года в деревне Верх-Меча 3-го стана Кунгурского уезда Пермской губернии в 51 дворе проживало 325 человек (152 мужчины, 173 женщины).
В 1904 году деревня была центром Верх-Мечинского сельского общества Осинцовской волости того же уезда, в ней (без выселков) проживало 150 человек (78 мужчин, 72 женщины) в 25 крестьянских дворах. Жители были русскими, бывшими государственными крестьянами.
Этнограф и фольклорист Н. Е. Ончуков записал в деревне масленичные народные традиции, представляющие уникальный интерес для истории отечественной культуры.
По данным переписи 1926 года, в деревне Мечинского сельсовета Кишертского района Кунгурского округа Уральской области проживало 277 человек (127 мужчин и 150 женщин) в 68 хозяйствах, все русские. Имелась школа 1-й ступени.
В конце 1962 года образован Кунгурский сельский район, куда отошёл Мечинский сельсовет.
В 1963 году в деревне Верхняя Меча проживало 129 человек.
4 ноября 1965 года вновь образован Кишертский район. В 1969 году в деревне 174 жителя, к этому моменту в неё включена деревня Махлята (52 жителя в 1963 году).
В 1981 году в деревне Верхняя Меча 71 житель.
По переписи 2002 года в деревне проживало 0 человек.
В 2013 году деревня отошла к Осинцевскому сельскому поселению.

## Население
| 2000 | 2004 | 2008 | 2010 | 2011 | 2012 | 2015 |
| ---- | ---- | ---- | ---- | ---- | ---- | ---- |
| 3    | ↘0   | ↗5   | ↘0   | →0   | ↗1   | ↘0   |
| 2016 |      |      |      |      |      |      |
| →0   |      |      |      |      |      |      |